# .xxx
.xxx e интернет домейн от първо ниво, управляван от фирмата ICM Registry LLC. Създаден е на 15 април 2011 година и е предназначен предимно за уебсайтове с еротично съдържание.